# دهستان بستان (دشت آزادگان)
دهستان بستان نام دهستانی در بخش بستان شهرستان دشت آزادگان، استان خوزستان در ایران است. براساس سرشماری مرکز آمار ایران در سال ۱۳۸۵، جمعیت آن ۱۸۵۹ نفر (۲۶۷ خانوار) بوده‌است.